# Kedungtukang
Kedungtukang is een bestuurslaag in het regentschap Brebes van de provincie Midden-Java, Indonesië. Kedungtukang telt 4375 inwoners (volkstelling 2010).